# 국립해양측위정보원
국립해양측위정보원(國立海洋測位情報院, National Maritime Positioning, Navigation, and Timing Office, NMPNT)은 대한민국 해양수산부의 소속기관이다. 2015년 5월 26일 발족하였으며, 충청북도 옥천군 옥천읍 동부로 80에 위치하고 있다. 원장은 임기제 서기관 또는 기술서기관으로 보한다.

## 직무
- 위성항법보정시스템(DGNSS)의 구축·관리 및 운영에 관한 사항
- 지상파항법시스템의 구축·관리 및 운영에 관한 사항
- 위성항법보정시스템 및 지상파항법시스템 측위 정보의 제공
- 측위정보시스템 관련 기술의 개발 및 연구
- 측위정보시스템 관련 국내외 협력에 관한 사항
- 위성항법시스템에 대한 전파 교란 대응에 관한 업무

## 연혁
- 1999년 5월 24일: 대산지방해양수산청의 소속기관으로 위성항법중앙사무소 설치.
- 1999년 8월 23일: 서해안 DGNSS서비스 제공(팔미도, 어청도).
- 2000년 6월 1일: 동·남해안 DGNSS서비스 제공(거문도).
- 2001년 5월 22일: 울릉도 DGNSS 서비스 제공.
- 2001년 9월 29일: DGPS 말도, 홍도, 가사도, 소리도, 서이말 감시국 설치운용.
- 2002년 11월 8일: 소청도, 소흑산도, 저진 기준국DGNSS 서비스 제공.
- 2003년 9월 29일: 서이말 DGNSS 서비스 제공.
- 2003년 10월 1일: 옹도, 당사도, 죽변 감시국 설치운용.
- 2004년 8월 5일: 무주위성항법사무소 설치운영.
- 2005년 4월 8일: 영주위성항법사무소 설치운영.
- 2006년 3월 6일: 평창위성항법사무소 설치운영.
- 2006년 11월 6일: 충주위성항법사무소 설치운영.
- 2006년 12월 27일: 독도 감시국 설치운영.
- 2007년 3월 16일: 성주위성항법사무소 설치운영.
- 2008년 2월 29일: 군산지방해양항만청 소속으로 변경.
- 2008년 11월 6일: 안흥 감시국 설치운영(옹도 감시국 이전).
- 2009년 7월 22일: 춘천위성항법사무소 설치 운영.
- 2011년 11월 11일: 속초, 홍천, 돈너미(2개소) 감시국 설치운영.
- 2015년 1월 6일: 군산비방해양수산청 소속으로 변경.
- 2015년 5월 26일: 해양수산부 직속 국립해양측위정보원으로 개편.
- 2016년 3월 1일: 책임운영기관으로 지정.

## 조직

### 원장
- 운영지원과[1]
- 측위정보과[1]
- 측위기술과

## 같이 보기
- 우주전파센터
- 한국천문연구원
- 한국국토정보공사